# Richard Scott (książę)
Richard Walter John Montagu-Douglas-Scott KBE (ur. 14 lutego 1954) – brytyjski arystokrata, najstarszy syn Johna Scotta, 9. księcia Buccleuch, i Jane McNeill, córki Johna McNeilla. Jego matką chrzestną była księżniczka Małgorzata.
Od urodzenia nosił tytuł lorda Eskdaill. Wykształcenie odebrał w Eton College i w Christ Church na Uniwersytecie w Oksfordzie. Studia ukończył w 1976 r. z tytułem bakałarza sztuk. W latach 1967–1969 był Page of Honour Królowej Matki. W 1973 r., po śmierci dziadka, otrzymał tytuł hrabiego Dalkeith.
W latach 1989–1990 pracował w zarządzie Border Television. W 1994 r. został reprezentantem północnej Anglii w Millennium Commission. W tej komisji zasiadał do 2003 r. W 2000 r. otrzymał Krzyż Komandorski Orderu Imperium Brytyjskiego za pracę w tejże komisji. Obecnie jest przewodniczącym Narodowego Funduszu dla Szkocji i członkiem Towarzystwa Królewskiego w Edynburgu. Wcześniej był wiceprzewodniczącym Independent Television Commission, członkiem Scottish Heritage, Winston Churchill Memorial Trust oraz przewodniczącym Królewskiego Szkockiego Towarzystwa Geograficznego w latach 1999–2005. Obecnie jest prezydentem National Trust for Scotland i członkiem Royal Society of Edinburgh.
Po śmierci ojca w 2007 r. odziedziczył tytuły 10. księcia Buccleuch i 12. księcia Queensberry. Książę mieszka obecnie w posiadłości Dabton niedaleko Thornhill w hrabstwie Dumfries and Galloway.
W 1981 r. poślubił lady Elizabeth Marian Frances Kerr (ur. 8 czerwca 1954), córkę Petera Kerra, 12. markiza Lothian, i Antonelli Newland, córki generała-majora Fostera Reussa Newlanda. Richard i Elizabeth mają razem dwóch synów i dwie córki:
- Louisa Jane Therese Scott (ur. 1 października 1982)
- Walter John Francis Scott (ur. 2 sierpnia 1984), hrabia Dalkeith
- Charles David Peter Scott (ur. 20 kwietnia 1987)
- Amabel Clare Alice Scott (ur. 23 czerwca 1992)